# قائمة أعمال شغب
هذه قائمة التسلسل الزمني لأعمال الشغب المعروفة.

## القرن السابع عشر وما قبله
- 44 قبل الميلاد - اغتيال يوليوس قيصر (روما ، الجمهورية الرومانية). أثناء حرق جثث قيصر في المنتدى ، قام الغوغاء الغاضبونوهاجموا منازل بروتوس وكاسيوس ، فضلاً عن قتل هيلفيوس سينا.[1]
- 40 - اندلعت أعمال شغب في الإسكندرية (مصر الرومانية) بين اليهود والإغريق.